# Géographie de Seine-et-Marne

## Situation

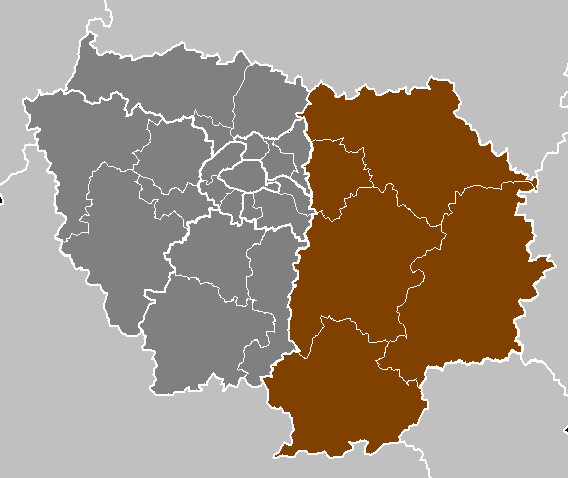
Le département de Seine-et-Marne dans la région Île-de-France

Le département de sa superficie représente 50 % du territoire de l'Île-de-France. Il s'agit du département français comptant le plus de « voisins » (départements limitrophes) : 10 (devant le Maine-et-Loire qui en compte 8). Les dix départements ayant des limites communes avec la Seine-et-Marne sont : le Val-d'Oise, la Seine-Saint-Denis, le Val-de-Marne et l'Essonne à l'ouest, le Loiret et l'Yonne au sud, l'Aube et la Marne à l'est, l'Aisne et l'Oise au nord.
Entre la Seine et la Marne, s'étend le plateau de la Brie, entrecoupé de vallons où coulent rivières et ruisseaux. Sur la rive gauche de la Seine, le plateau du Gâtinais est le pendant du plateau briard. Ses sols sont tout aussi fertiles. Le point culminant du département est la butte Saint-Georges (216 m). Seine-Port avec un site à 35 m au-dessus du niveau de la mer est le point le plus bas du département.
La commune la plus étendue est Fontainebleau avec 17 205 ha. À l'opposé, Nanteuil-sur-Marne ne couvre que 125 ha.

## Hydrographie
La Seine qui draine finalement toutes les eaux des cours d'eau du département traverse ce dernier sur 106 km. Son principal affluent seine-et-marnais est la Marne qui étend son cours sur 100 km dans le département. La Seine arrose notamment Bray-sur-Seine, Montereau-Fault-Yonne et Melun. La Marne baigne Meaux, Esbly, Lagny-sur-Marne et Chelles. Le Petit Morin, l'Ourcq, le Grand Morin et la Beuvronne sont des affluents de la Marne. L'Orvin, la Voulzie, l'Yonne, le Loing et l'Yerres se jettent dans la Seine.
Étangs et marais étaient jadis très nombreux, mais à la suite de travaux de drainage surtout menés aux XIXe et XXe siècles, ces zones sont bien plus rares aujourd'hui.

## Régions naturelles
Le département ne constitue pas une région naturelle homogène et s'étend sur la Brie, le Gâtinais, l'Île-de-France et la Champagne. En affinant, on distingue au sud de la Seine le Pays de Bière (autour de Fontainebleau) jouxtant l'extrémité septentrionale du Gâtinais. Au nord de la Marne, on trouve la Goële et le Multien. Au sud de la Goële, quelques communes se trouvent en pays de France. Entre la Seine et la Marne, la Brie se découpe d'ouest en est par la Brie boisée, la Brie humide, la Brie laitière, la Brie champenoise et le Montois.
Le département compte 135 000 ha de forêts (soit 50 % de la superficie boisée d'Île-de-France), 3 800 km de sentiers balisés et 18 « Espaces naturels sensibles » ouverts au public.

Paysages de la Seine-et-Marne :
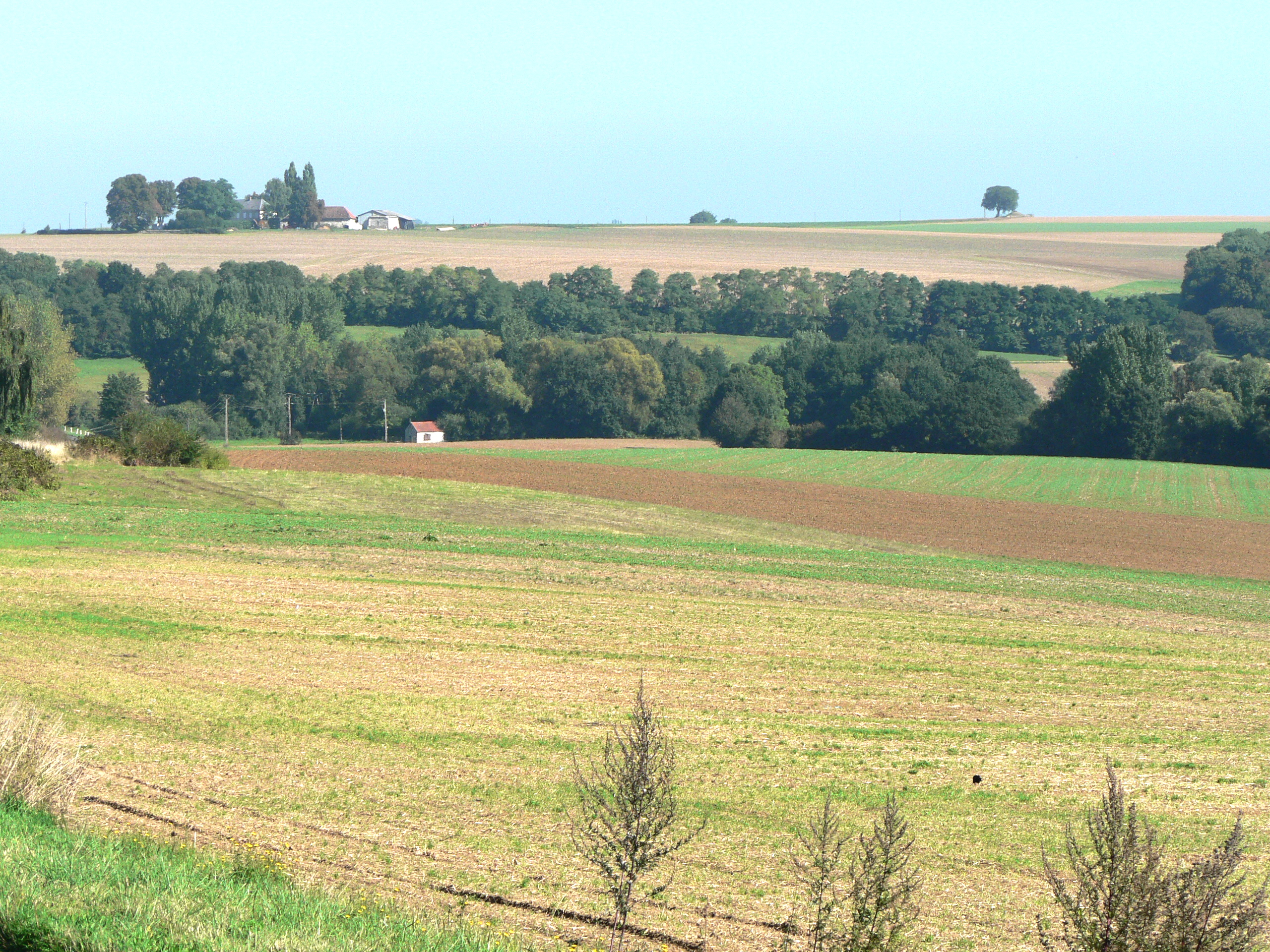
Le Multien, à Puisieux dans le nord.
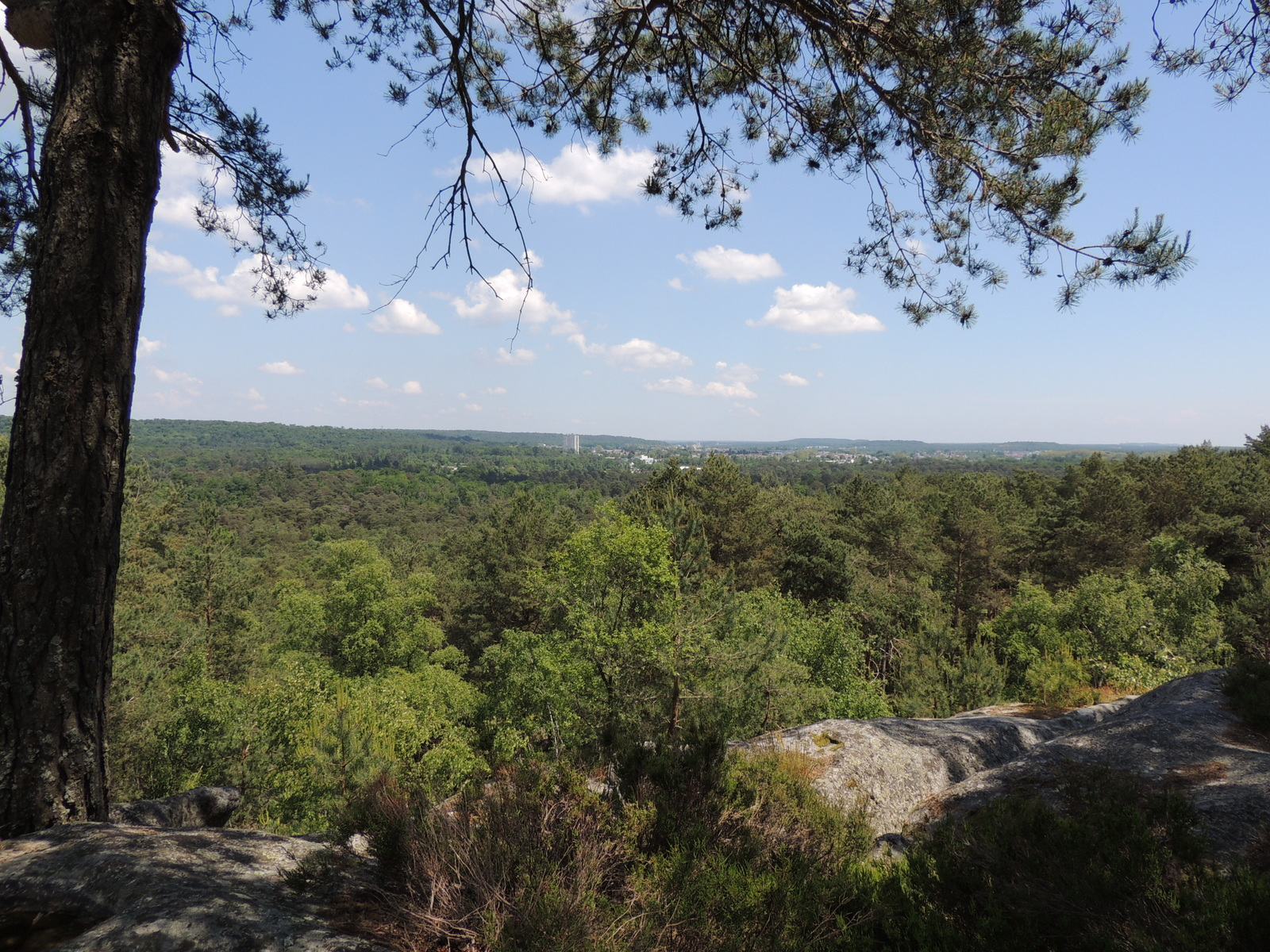
Vue de Fontainebleau depuis le mont Aigu, dans la forêt de Fontainebleau, dans le sud-ouest.
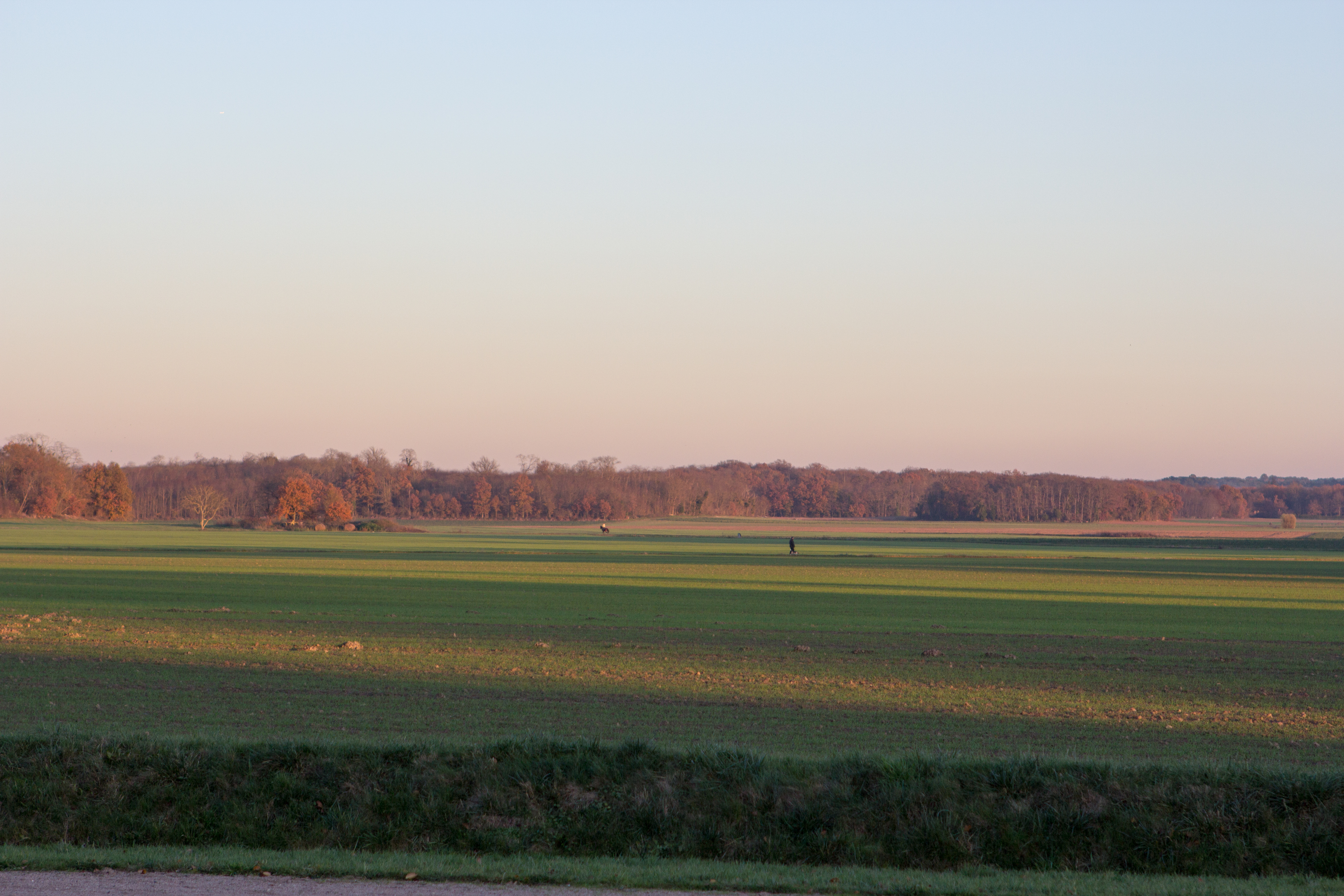
Le Pays de Bière à Fleury-en-Bière, dans le sud-ouest.